# Ritsa
Ritsa (georgiska: რიწა; abchaziska: Риҵа), även kallad Stora Ritsa (დიდი რიწა, Didi Ritsa), är en sjö i Abchazien, i nordvästra Georgien. Den ligger 928 meter över havet, och har en yta på 1,5 kvadratkilometer. I Ritsa mynnar bland annat floden Lasjipse, och från sjön går floden Iupsjara.
Sjön ingår i Ritsa naturreservat.